# تارا ماس
تارا رائه ماس (زادهٔ ۲ اکتبر ۱۹۷۳) نویسنده، مستندساز و مجری، روزنامه‌نگار، مدل سابق و سفیر ملی یونیسف برای بقای کودکان کانادایی-استرالیایی است.

## زندگی شخصی
ماس در ویکتوریا، بریتیش کلمبیا به دنیا آمد و در آنجا نیز به مدرسه رفت. ماس مدلینگ را از ۱۴ سالگی شروع کرد، اما مدت زیادی در این حرفه ماندگار نشد. در ۲۱ سالگی، همان‌طور که در کتاب خاطرات او در سال ۲۰۱۴ به نام "زن خیالی" توضیح داده شده‌است، در ونکوور توسط یک بازیگر کانادایی مورد تجاوز قرار گرفت.
او پس از ازدواج با مارتین لگ کانادایی و مارک پنل بازیگر استرالیایی با شاعر و فیلسوف استرالیایی برنت سلهایم ازدواج کرد. ماس در ۲۲ فوریه ۲۰۱۱ یک دختر به نام سافیرا به دنیا آورد
ماس سفیر یونیسف برای بقای کودک است، و از سال ۲۰۰۷ سفیر حسن نیت یونیسف است. از سال ۲۰۰۰ او سفیر مؤسسه سلطنتی کودکان ناشنوا و نابینا بوده‌است. ماس اعتبارنامه بازپرس خصوصی (Cert III) را از آکادمی امنیت استرالیا و دکترای علوم اجتماعی در رشته جنسیت و مطالعات فرهنگی را از دانشگاه سیدنی گرفته‌است.